# 星聞碰碰胡
《星聞碰碰胡》，是中國電視公司新聞部製作的娛樂新聞節目，2020年3月7日於中視新聞台首播，製作人兼主持人胡志成，2021年停播。

## 簡介
2020年9月25日，胡志成表示，娛樂新聞包羅萬象，《星聞碰碰胡》會挑選真正有新聞性的內容，讓觀眾透過一週一次的一小時節目就能知道當週最值得關注的影視資訊，更重要的是希望娛樂新聞是讓大家看完後有療癒感。

## 首播
| 頻道       | 所在地 | 播映日期           | 播出時間          | 長度   |
| ---------- | ------ | ------------------ | ----------------- | ------ |
| 中視新聞台 | 臺灣   | 2020年3月7日～至今 | 每週六20:00-21:00 | 60分鐘 |

## 重播
| 頻道       | 所在地 | 播映日期                       | 播出時間              | 長度   |
| ---------- | ------ | ------------------------------ | --------------------- | ------ |
| 中視新聞台 | 臺灣   | 2020年3月8日～2020年5月24日    | 每週日18:00-18:57     | 57分鐘 |
| 中視新聞台 | 臺灣   | 2020年3月27日～至2020年5月1日  | 每週五15:00-16:00     | 60分鐘 |
| 中視新聞台 | 臺灣   | 2020年5月7日～至2020年6月26日  | 每週四、五17:00-18:00 | 60分鐘 |
| 中視新聞台 | 臺灣   | 2020年5月31日～至2020年6月28日 | 每週日14:00-15:00     | 60分鐘 |
| 中視新聞台 | 臺灣   | 2020年7月3日～至2020年8月21日  | 每週五17:00-18:00     | 60分鐘 |
| 中視新聞台 | 臺灣   | 2020年7月5日～至今             | 每週日17:00-18:00     | 60分鐘 |
| 中視新聞台 | 臺灣   | 2020年7月10日～2021年1月8日    | 每週五09:00-10:00     | 60分鐘 |

## 節目單元
影評老司機、追劇不爆雷、胡說八卦、發燒新片推爆

## 製作團隊
- 監製：張騄遠
- 編審：陳百嘉
- 製作人：胡志成
- 執行製作：陳妍鴒
- 導播：沈必謙、趙芳宜
- 助理導播：賴淑娟、施雅筑
- 技術指導：彭雲禎
- 影音技術：黃文頡、謝寰昌
- 攝影：陳一正、鄭諒
- 視覺設計：中國電視公司視覺組
- 造型團隊：伊林娛樂
- 製作公司：中國電視公司新聞部

## 外部連結
- 星聞碰碰胡 （页面存档备份，存于）